# لورنزو استوینی
لورنزو استوینی (انگلیسی: Lorenzo Stovini؛ زادهٔ ۲۴ نوامبر ۱۹۷۶) بازیکن فوتبال اهل ایتالیا است.
از باشگاه‌هایی که در آن بازی کرده‌است می‌توان به باشگاه فوتبال رجینا، باشگاه فوتبال لچه، باشگاه فوتبال آ.اس. رم، باشگاه فوتبال برشا، باشگاه فوتبال کاتانیا، باشگاه فوتبال امپولی، و باشگاه فوتبال ویچنزا اشاره کرد.